# NGC 886
NGC 886 — рассеянное скопление в созвездии Кассиопея.
Этот объект входит в число перечисленных в оригинальной редакции «Нового общего каталога».
Содержит около 20-30 звёзд. Центр скопления близок к координатам, измеренным Гершелем. Иногда оно ошибочно указывается как несуществующее.